# Чемпіонат Європи з пляжного волейболу
Чемпіонат Європи з пляжного волейболу — щорічне змагання з пляжного волейболу.
Перший чемпіонат Європи відбувся 1993 року в іспанській Альмерії.

## Призери
| Рік     | Місце                  | Золото                               | Срібло                               | Бронза                                   |
| Призери |                        |                                      |                                      |                                          |
| 1993    | Альмерія               | Жан-Філіп Жодар / Крістіан Пеніґо    | Ян Квалгейм / Б'єрн Мосейде          | Андреа Ґіурґі / Діо Леквальє             |
| 1994    | Альмерія               | Ян Квалгейм / Б'єрн Мосейде          | Сантьяґо Аґілера / Хав'єр Босма      | Єрґ Аманн / Аксель Гаґер                 |
| 1995    | Сен-Ке-Порріє          | Марко Клок / Міх'єл ван дер Кейп     | Мілан Джаворонок / Вацлав Фікар      | П'єро Антоніні / Діо Леквальє            |
| 1996    | Пескара                | Марек Пакоста / Міхал Палінек        | Єрґ Аманн / Аксель Гаґер             | Андреа Ґіурґі / Нікола Ґріґоло           |
| 1997    | Річчоне                | Веґор Гейдален / Єрре Х'ємперу       | Ян Квалгейм / Б'єрн Мосейде          | Мартін Ласіґа / Пауль Ласіґа             |
| 1998    | Родос                  | Мартін Ласіґа / Пауль Ласіґа         | Ян Квалгейм / Б'єрн Мосейде          | Веґор Гейдален / Єрре Х'ємперу           |
| 1999    | Пальма                 | Мартін Ласіґа / Пауль Ласіґа         | Хав'єр Босма / Фабіо Дієс            | Ян Квалгейм / Б'єрн Мосейде              |
| 2000    | Більбао                | Мартін Ласіґа / Пауль Ласіґа         | Маркус Еґґер / Саша Геєр             | Веґор Гейдален / Єрре Х'ємперу           |
| 2001    | Єзоло                  | Маркус Еґґер / Саша Геєр             | Мартін Ласіґа / Пауль Ласіґа         | Веґор Гейдален / Єрре Х'ємперу           |
| 2002    | Базель                 | Маркус Дікманн / Йонас Рекерманн     | Мартін Ласіґа / Пауль Ласіґа         | Веґор Гейдален / Єрре Х'ємперу           |
| 2003    | Аланія                 | Ніколас Берґер / Клеменс Допплер     | Маркус Дікманн / Йонас Рекерманн     | Маркус Еґґер / Саша Геєр                 |
| 2004    | Тіммендорфер-Штранд    | Маркус Дікманн / Йонас Рекерманн     | Маркус Еґґер / Саша Геєр             | Патрік Гойшер / Штефан Кобель            |
| 2005    |                        | Пабло Еррера / Рауль Меса            | Патрік Гойшер / Штефан Кобель        | Маркус Дікманн / Йонас Рекерманн         |
| 2006    | Гаага                  | Юліус Брінк / Крістоф Дікманн        | Йохем Де Хрейтер / Хейс Роннес       | Патрік Гойшер / Штефан Кобель            |
| 2007    | Валенсія               | Клеменс Допплер / Петер Ґартмаєр     | Рейндер Нуммердор / Ріхард Схейл     | Давид Клемперер / Ерік Коренґ            |
| 2008    |                        | Рейндер Нуммердор / Ріхард Схейл     | Матисік / Угманн                     |                                          |
| 2009    |                        | Рейндер Нуммердор / Ріхард Схейл     | Ґош / Горст                          | Пабло Еррера / Адріан Ґавіра             |
| 2010    |                        | Рейндер Нуммердор / Ріхард Схейл     | Клеменс Допплер / Маттіас Меллітцер  | Мартиньш Плявіньш / Яніс Шмединьш        |
| 2011    |                        | Юліус Брінк / Йонас Рекерманн        | Йонатан Ердманн / Кай Матисік        | Рейндер Нуммердор / Ріхард Схейл         |
| 2012    |                        | Юліус Брінк / Йонас Рекерманн        | Емієл Бурсма / Дан Спейкерс          | Тар'єй Скарлунн / Мартін Спіннанґр       |
| 2013    |                        | Пабло Еррера / Адріан Ґавіра         | Александрс Самойловс / Яніс Шмединьш | Ґжеґож Фіялек / Маріуш Прудель           |
| 2014    |                        | Паоло Ніколаї / Данієле Лупо         | Александрс Самойловс / Яніс Шмединьш | Клеменс Допплер / Александер Горст       |
| 2015    | Клагенфурт-ам-Вертерзе | Александрс Самойловс / Яніс Шмединьш | Алекс Раньєрі / Адріан Карамбула     |                                          |
| 2016    |                        | Паоло Ніколаї / Данієле Лупо         |                                      | Рейндер Нуммердор / Крістіаан Варенгорст |
| 2017    |                        | Паоло Ніколаї / Данієле Лупо         | Александрс Самойловс / Яніс Шмединьш | Александер Браувер / Роберт Меувсен      |
| 2018    |                        | Андерс Муль / Крістіан Серум         | Александрс Самойловс / Яніс Шмединьш | Пабло Еррера / Адріан Ґавіра             |
| 2019    |                        | Андерс Муль / Крістіан Серум         |                                      | Мартін Ермакорв / Моріц Прістауц         |
| 2020    | Юрмала                 | Андерс Муль / Крістіан Серум         |                                      | Паоло Ніколаї / Данієле Лупо             |
| 2021    | Відень                 | Андерс Муль / Крістіан Серум         | Стефан Бурманс / Йорік де Ґроот      | Пйотр Кантор / Бартош Лосяк              |
| 2022    | Мюнхен                 | Давид Оман / Юнатан Гелльвіґ         | Ондржей Перушич / Давид Швайнер      | Андерс Муль / Крістіан Серум             |
| 2023    | Відень                 | Давид Оман / Юнатан Гелльвіґ         | Леон Луїні / Йорік де Ґроот          | Сергій Попов / Едуард Резник             |